# Coppa del Mondo di rugby femminile 1998
La Coppa del Mondo di rugby femminile 1998 (in inglese 1998 Women’s Rugby World Cup; in olandese Wereldkampioenschap rugby vrouwen 1998) fu la 3ª edizione della Coppa del mondo di rugby a 15 femminile per squadre nazionali, nonché la prima organizzata dall’International Rugby Board, l’organo di governo del rugby a 15 mondiale oggi noto come World Rugby; per circa dieci anni dalla sua istituzione quella in oggetto fu considerata la 1ª Coppa del Mondo fin quando l’IRB non ne ufficializzò anche il palmarès delle edizioni 1991 e 1994 non tenutesi sotto la sua egida.
Si tenne tra 16 squadre nazionali dal 1º al 16 maggio 1998 ad Amsterdam, nei Paesi Bassi, e tutti gli incontri furono ospitati nel complesso sportivo federale Nationaal Rugby Centrum, fornito di due campi che resero possibile anche lo svolgimento in contemporanea di due incontri alla volta, laddove necessario per esigenze di calendario.
La vittoria finale arrise alla Nuova Zelanda, che così conquistò il primo di quattro consecutivi titoli di campione del mondo, che in finale batté gli Stati Uniti con il punteggio di 44-12 davanti a un pubblico di circa 2 500 spettatori.

## Storia

### L'organizzazione
La Coppa del 1998 prese vita su premesse completamente differenti da quelle delle prime due edizioni; se nel 1991 l’International Rugby Football Board aveva ignorato l’avvenimento e nel 1994 aveva ventilato un proprio patrocinio salvo poi sconfessarlo a tre mesi dalla data d’inizio, per la terza edizione della Coppa decise di assumere in proprio l’organizzazione dell’evento garantendole così l’ufficialità necessaria ad assicurare la presenza di tutte le federazioni ad essa affiliate o associate.
La federazione dei Paesi Bassi, che quattro anni prima aveva rifiutato di affrontare le spese di organizzazione dopo che l’IRFB negò il sostegno alla manifestazione, fu incaricata di allestire la prima edizione ufficiale del torneo.
L’egida della IRFB, nel frattempo divenuta International Rugby Board nel 1997, garantì anche la copertura di tutti i costi organizzativi e l’afflusso degli sponsor: per esempio la squadra inglese poté affrontare il torneo forte di un finanziamento di 146 000 sterline dell’epoca provenienti dalla quota di fondo delle lotterie di Stato destinato agli aiuti allo sport e di un compenso della compagnia assicurativa Swiss Life per portare il suo nome sulle maglie; la nazionale irlandese ricevette altresì un contributo federale di 20 000 sterline e più in generale, sebbene molte giocatrici, in particolare quelle che svolgevano pubblico servizio come agenti di polizia o infermiere, dovettero prendere permessi non retribuiti sul posto di lavoro, le spese individuali di partecipazione si ridussero di molto.
Rispetto al 1994 tornarono nel torneo la Nuova Zelanda, dopo che la mancata ufficializzazione dell’edizione precedente aveva causato il ritiro del patrocinio alla squadra da parte della NZRU, l’Italia e la Spagna ed esordìrono l’Australia, nata quattro anni prima e ancora in cerca della sua prima vittoria in un test match, e la Germania.

### Il torneo
Le Black Ferns si presentavano forti di un 67-0 inflitto all’Inghilterra pochi mesi prima in occasione del primo incontro assoluto tra le due squadre, e apparvero a tutti come le più serie candidate al titolo finale, mentre l’Inghilterra campione uscente, gli Stati Uniti e la Francia erano indicate come le più attendibili rivali.
La ripartizione dei quattro gruppi, in ciascuno dei quali ognuna delle squadre citate fu sorteggiata, confermò in effetti tale indicazione, perché tutte le favorite vinsero il proprio girone ed entrarono nei quarti a punteggio pieno; nel girone dell’Inghilterra la sorpresa fu il Canada che ebbe la meglio sulle padrone di casa olandesi a pari punti perché vincitrici dello scontro diretto.
Stessa dinamica negli successivi due gironi, dove ci furono altrettanti ex aequo a quota 2 punti: in quello degli Stati Uniti la seconda classificata, la Spagna, si qualificò a spese del Galles, in quello della Nuova Zelanda fu la Scozia ad avere la meglio sull’Italia (nonostante quest’ultima vantasse un +47 di differenza punti rispetto alle britanniche).
Nel girone D invece fu la differenza punti marcati/subìti a mandare avanti l’Australia e a dirottare il Kazakistan al minitorneo per il nono posto.
Anche i quarti di finale rispettarono sostanzialmente il pronostico con Inghilterra, Stati Uniti e Nuova Zelanda che prevalsero nettamente su, rispettivamente, Australia, Scozia e Spagna; di nuovo il Canada fu la sorpresa, vincitore 9-7 sulla Francia e in semifinale destinato a incontrare le vicine di casa statunitensi.
Lo scontro nordamericano di finale si risolse in una vittoria della nazionale a stelle e strisce che si impose per 46-6, mentre invece quello tra neozelandesi e inglesi vide le Black Ferns sopravanzare nettamente le Roses per 44-11.
La finale fu la riproposizione di quella di due edizioni prima che vide le americane battere le neozelandesi, ma pochi tra gli addetti ai lavori pronosticarono un esito simile a quello del 1991: le Black Ferns vinsero infatti 44-12 e si laurearono per la prima volta campionesse del mondo, mentre nella finale di consolazione l’Inghilterra surclassò il Canada per 81-15.
Per gli Stati Uniti si trattò dell’ultima presenza fra le prime 4 per i successivi 19 anni, mentre per la Nuova Zelanda del primo di quattro titoli mondiali consecutivi.

## Squadre partecipanti
| Americhe               | Asia         | Europa | Oceania                     |
| ---------------------- | ------------ | --- | --------------------------- |
| - Canada - Stati Uniti | - Kazakistan | - Francia - Galles - Germania - Inghilterra - Irlanda - Italia - Paesi Bassi - Russia - Scozia - Spagna - Svezia | - Australia - Nuova Zelanda |

## Formula
Le 16 squadre furono ripartite in 4 gironi di 4 squadre ciascuno (A, B, C e D), e l’accoppiamento riguardò solo la prima giornata; nella successiva le due squadre vincitrici si sarebbero incontrate tra di loro, e così le due perdenti della prima giornata.
La classifica complessiva, calcolata su tali due incontri, avrebbe tenuto conto, a pari punti tra due o più squadre, innanzitutto dei risultati degli incontri diretti tra di esse e a seguire della differenza punti fatti/subiti.
Le prime due classificate di ogni girone accedettero ai quarti di finale per il titolo; le ultime due a quelle del nono posto a scalare.
Gli accoppiamenti di quarti e semifinale delle prime 8 squadre furono:
1. Vincente A1 — D2 vs vincente C1 — B2
2. Vincente A2 — D1 vs vincente C2 — B1

Le perdenti di tali incontri disputarono il minitorneo per il quinto posto (Plate).
Per quanto riguarda invece i posti dal nono al sedicesimo, gli accoppiamenti riguardarono gli stessi gironi.
Le semifinali per il nono posto (Bowl) furono determinati dai seguenti incontri:
1. Vincente A3 — D4 vs vincente C3 — B4
2. Vincente A4 — D3 vs vincente C4 — B3

Le perdenti disputarono il minitorneo per il tredicesimo posto (Shield).
Tutte le gare si svolsero a eliminazione diretta.

## Gironi
| Girone A                                      | Girone B                                 | Girone C                                     | Girone D                                     |
| --------------------------------------------- | ---------------------------------------- | -------------------------------------------- | -------------------------------------------- |
| - Canada - Inghilterra - Paesi Bassi - Svezia | - Galles - Russia - Spagna - Stati Uniti | - Germania - Italia - Nuova Zelanda - Scozia | - Australia - Francia - Irlanda - Kazakistan |

## Fase a gironi

### Girone A
| Data     | Incontro             | Risultato | Sede      |
| -------- | -------------------- | --------- | --------- |
| 1-5-1998 | Paesi Bassi ― Canada | 7-16      | Amsterdam |
| 2-5-1998 | Inghilterra ― Svezia | 75-0      | Amsterdam |
| 5-5-1998 | Canada ― Inghilterra | 6-72      | Amsterdam |
| 5-5-1998 | Svezia ― Paesi Bassi | 0-44      | Amsterdam |

|   | Classifica  | G | V | N | P | PF  | PS  | P±   | PT |
| - | ----------- | - | - | - | - | --- | --- | ---- | -- |
| 1 | Inghilterra | 2 | 2 | 0 | 0 | 147 | 6   | +141 | 4  |
| 2 | Canada      | 2 | 1 | 0 | 1 | 22  | 79  | -57  | 2  |
| 3 | Paesi Bassi | 2 | 1 | 0 | 1 | 51  | 16  | +35  | 2  |
| 4 | Svezia      | 2 | 0 | 0 | 2 | 0   | 119 | -119 | 0  |

### Girone B
| Data     | Incontro             | Risultato | Sede      |
| -------- | -------------------- | --------- | --------- |
| 2-5-1998 | Spagna ― Galles      | 28-18     | Amsterdam |
| 2-5-1998 | Russia ― Stati Uniti | 0-84      | Amsterdam |
| 5-5-1998 | Spagna ― Stati Uniti | 16-38     | Amsterdam |
| 5-5-1998 | Russia ― Galles      | 7-83      | Amsterdam |

|   | Classifica  | G | V | N | P | PF  | PS  | P±   | PT |
| - | ----------- | - | - | - | - | --- | --- | ---- | -- |
| 1 | Stati Uniti | 2 | 2 | 0 | 0 | 122 | 16  | +106 | 4  |
| 2 | Spagna      | 2 | 1 | 0 | 1 | 44  | 56  | -12  | 2  |
| 3 | Galles      | 2 | 1 | 0 | 1 | 101 | 35  | +66  | 2  |
| 4 | Russia      | 2 | 0 | 0 | 2 | 7   | 167 | -160 | 0  |

### Girone C
| Data     | Incontro                 | Risultato | Sede      |
| -------- | ------------------------ | --------- | --------- |
| 2-5-1998 | Germania ― Nuova Zelanda | 6-134     | Amsterdam |
| 2-5-1998 | Italia ― Scozia          | 8-37      | Amsterdam |
| 5-5-1998 | Nuova Zelanda ― Scozia   | 76-0      | Amsterdam |
| 5-5-1998 | Germania ― Italia        | 5-34      | Amsterdam |

|   | Classifica    | G | V | N | P | PF  | PS  | P±   | PT |
| - | ------------- | - | - | - | - | --- | --- | ---- | -- |
| 1 | Nuova Zelanda | 2 | 2 | 0 | 0 | 210 | 6   | +204 | 4  |
| 2 | Scozia        | 2 | 1 | 0 | 1 | 37  | 84  | -47  | 2  |
| 3 | Italia        | 2 | 1 | 0 | 1 | 42  | 42  | 0    | 2  |
| 4 | Germania      | 2 | 0 | 0 | 2 | 11  | 168 | -157 | 0  |

### Girone D
| Data     | Incontro             | Risultato | Sede      |
| -------- | -------------------- | --------- | --------- |
| 2-5-1998 | Francia ― Kazakistan | 23-6      | Amsterdam |
| 2-5-1998 | Australia ― Irlanda  | 21-0      | Amsterdam |
| 5-5-1998 | Australia ― Francia  | 8-10      | Amsterdam |
| 5-5-1998 | Irlanda ― Kazakistan | 6-12      | Amsterdam |

|   | Classifica | G | V | N | P | PF | PS | P±  | PT |
| - | ---------- | - | - | - | - | -- | -- | --- | -- |
| 1 | Francia    | 2 | 2 | 0 | 0 | 33 | 14 | +19 | 4  |
| 2 | Australia  | 2 | 1 | 0 | 1 | 29 | 10 | +19 | 2  |
| 3 | Kazakistan | 2 | 1 | 0 | 1 | 18 | 29 | -11 | 2  |
| 4 | Irlanda    | 2 | 0 | 0 | 2 | 6  | 33 | -27 | 0  |

## Fase aplay-off

### Quarti di finale per il 9º posto
|  | Quarti di finale | Quarti di finale |         |        | Semifinali       | Semifinali       |  |  | Finale 9º posto | Finale 9º posto |
|  |                  |                  |         |        |                  |                  |  |  |                 |                 |
|  |                  |                  |         |        |                  |                  |  |  |                 |                 |
|  |                  |                  |         |        |                  |                  |  |  |                 |                 |
|  | Paesi Bassi      | 18               |         |        |                  |                  |  |  |                 |                 |
|  | Paesi Bassi      | 18               |         |        |                  |                  |  |  |                 |                 |
|  | Irlanda          | 21               |         |        |                  |                  |  |  |                 |                 |
|  | Irlanda          | 21               | Irlanda | 20     |                  |                  |  |  |                 |                 |
|  |                  |                  | Irlanda | 20     |                  |                  |  |  |                 |                 |
|  |                  | Italia           | 5       |        |                  |                  |  |  |                 |                 |
|  | Italia           | Italia           | 5       | 51     |                  |                  |  |  |                 |                 |
|  | Italia           |                  |         | 51     |                  |                  |  |  |                 |                 |
|  | Russia           | 7                |         |        |                  |                  |  |  |                 |                 |
|  | Russia           | 7                | Irlanda | 10     |                  |                  |  |  |                 |                 |
|  |                  |                  | Irlanda | 10     |                  |                  |  |  |                 |                 |
|  |                  | Kazakistan       | 26      |        |                  |                  |  |  |                 |                 |
|  | Germania         | Kazakistan       | 26      | 12     |                  |                  |  |  |                 |                 |
|  | Germania         |                  |         | 12     |                  |                  |  |  |                 |                 |
|  | Galles           | 55               |         |        |                  |                  |  |  |                 |                 |
|  | Galles           | 55               | Galles  | 13     | Finale 11º posto | Finale 11º posto |  |  |                 |                 |
|  |                  |                  | Galles  | 13     | Finale 11º posto | Finale 11º posto |  |  |                 |                 |
|  |                  | Kazakistan       | 18      |        |                  |                  |  |  |                 |                 |
|  | Kazakistan       | Kazakistan       | 18      | 47     | Italia           | 10               |  |  |                 |                 |
|  | Kazakistan       |                  |         | 47     | Italia           | 10               |  |  |                 |                 |
|  | Svezia           | 5                |         | Galles | 12               |                  |  |  |                 |                 |
|  | Svezia           | 5                |         |        | 12               |                  |  |  |                 |                 |
|  |                  |                  |         |        |                  |                  |  |  |                 |                 |
|  |                  |                  |         |        |                  |                  |  |  |                 |                 |

| Arbitro: | José Juega |

|                                                            |      |           |
| Nave (2) Longobardo S. Melis Tondinelli Pusceddu L. Stefan | mt   | Terešenko |
| Tondinelli Zanetti                                         | tr   | Truškova  |
| Tondinelli (4)                                             | c.p. |           |

| Arbitro: | Sean Mallon |

|                                                 |    |          |
| Nežbudej (3) Mustafina (2) Čukreeva Tuganbekova | mt | Kriström |
| Tamaeva (6)                                     | tr |          |

| Arbitro: | Sarah Stanley |

|                             |      |                  |
| Docter Schmützer v. Waveren | mt   | Fleming O’Gorman |
|                             | tr   | Shrieves         |
| v. Waveren                  | c.p. | Shrieves         |

| Arbitro: | Carolyn Warren |

|                                                          |    |                   |
| S. Williams (3) Comley (2) N. Evans Green Morgan Rickart | mt | Frauenfeld Meurer |
| Comley (5)                                               | tr | Meurer            |

### Play-offper il 13º posto
|  | Semifinali  | Semifinali  | Semifinali |        |        | Finale 13º posto | Finale 13º posto | Finale 13º posto |  |
|  |             |             |            |        |        |                  |                  |                  |  |
|  | Paesi Bassi | Paesi Bassi | 61         |        |        |                  |                  |                  |  |
|  | Paesi Bassi | Paesi Bassi | 61         |        |        |                  |                  |                  |  |
|  | Russia      | Russia      | 0          |        |        |                  |                  |                  |  |
|  | Russia      | Russia      | 0          |        | Russia | Russia           | 3                |                  |  |
|  |             |             |            |        | Russia | Russia           | 3                |                  |  |
|  |             |             | Svezia     | Svezia | 23     |                  |                  |                  |  |
|  | Germania    | Germania    | Svezia     | Svezia | 23     | 20               |                  |                  |  |
|  | Germania    | Germania    |            |        |        | 20               |                  |                  |  |
|  | Svezia      | Svezia      | 18         |        |        | Finale 15º posto | Finale 15º posto | Finale 15º posto |  |
|  | Svezia      | Svezia      | 18         |        |        |                  |                  |                  |  |
|  |             |             |            |        |        |                  |                  |                  |  |
|  |             |             |            |        |        | Paesi Bassi      | Paesi Bassi      | 67               |  |
|  |             |             |            |        |        | Paesi Bassi      | Paesi Bassi      | 67               |  |
|  |             |             |            |        |        | Germania         | Germania         | 3                |  |

#### Semifinali
| Arbitro: | Daniel Gillet |

|                     |      |                        |
| Albers (2) Wiedmann | mt   | Hodson Robertsson      |
| Meurer              | tr   | U. Andersson           |
| Meurer              | c.p. | U. Andersson Bengtsson |

| Arbitro: | Eddie Walsh |

|                                                            |      |  |
| Docter (4) v. Delft v.d. Hoogen v. Luik v. Vree v. Waveren | mt   |  |
| v.d. Hoogen (2) v. Waveren (3)                             | tr   |  |
| Hoefsloot v. Waveren                                       | c.p. |  |

#### Finale per il 15º posto
| Arbitro: | Sean Mallon |

|          |      |                              |
|          | mt   | Hodson Leijonhufuud Zingmark |
|          | tr   | U. Andersson                 |
| Truškova | c.p. | U. Andersson (2)             |

#### Finale per il 13º posto
| Arbitro: | Gordon Black |

|                                                                         |      |        |
| Docter (3) de Bruijn (2) v. Waveren (2) v. Baar v. Vree Terpstra Tielen | mt   |        |
| v. Waveren (6)                                                          | tr   |        |
|                                                                         | c.p. | Zimmer |

### Play-offper il 9º posto

#### Semifinali
| Arbitro: | José Juega |

|                |      |                   |
| B. Evans Green | mt   | Rudoj Tuganbekova |
| Tamaeva        | tr   |                   |
| Comley         | c.p. | Tamaeva (2)       |

| Arbitro: | Sean Mallon |

|              |      |           |
| tecnica      | mt   | L. Stefan |
| Shrieves (5) | c.p. |           |

#### Finale per l’11º posto
| Arbitro: | José Juega |

|              |    |            |
| Fabbri Negri | mt | Kift Green |
|              | tr | Comley     |

#### Finale per il 9º posto
| Arbitro: | Rossano Faccioli |

|            |      |                                      |
| J. O’Brien | mt   | Choklova Kovalevskaija Rudoj Tamaeva |
| Shrieves   | tr   | Tamaeva (3)                          |
| Shrieves   | c.p. |                                      |

### Quarti di finale per il titolo
|  | Quarti di finale | Quarti di finale |               |        | Semifinali      | Semifinali      |  |  | Finale | Finale |
|  |                  |                  |               |        |                 |                 |  |  |        |        |
|  |                  |                  |               |        |                 |                 |  |  |        |        |
|  |                  |                  |               |        |                 |                 |  |  |        |        |
|  | Inghilterra      | 30               |               |        |                 |                 |  |  |        |        |
|  | Inghilterra      | 30               |               |        |                 |                 |  |  |        |        |
|  | Australia        | 13               |               |        |                 |                 |  |  |        |        |
|  | Australia        | 13               | Inghilterra   | 11     |                 |                 |  |  |        |        |
|  |                  |                  | Inghilterra   | 11     |                 |                 |  |  |        |        |
|  |                  | Nuova Zelanda    | 44            |        |                 |                 |  |  |        |        |
|  | Nuova Zelanda    | Nuova Zelanda    | 44            | 46     |                 |                 |  |  |        |        |
|  | Nuova Zelanda    |                  |               | 46     |                 |                 |  |  |        |        |
|  | Spagna           | 3                |               |        |                 |                 |  |  |        |        |
|  | Spagna           | 3                | Nuova Zelanda | 44     |                 |                 |  |  |        |        |
|  |                  |                  | Nuova Zelanda | 44     |                 |                 |  |  |        |        |
|  |                  | Stati Uniti      | 12            |        |                 |                 |  |  |        |        |
|  | Stati Uniti      | Stati Uniti      | 12            | 25     |                 |                 |  |  |        |        |
|  | Stati Uniti      |                  |               | 25     |                 |                 |  |  |        |        |
|  | Scozia           | 10               |               |        |                 |                 |  |  |        |        |
|  | Scozia           | 10               | Stati Uniti   | 46     | Finale 3º posto | Finale 3º posto |  |  |        |        |
|  |                  |                  | Stati Uniti   | 46     | Finale 3º posto | Finale 3º posto |  |  |        |        |
|  |                  | Canada           | 6             |        |                 |                 |  |  |        |        |
|  | Francia          | Canada           | 6             | 7      | Inghilterra     | 81              |  |  |        |        |
|  | Francia          |                  |               | 7      | Inghilterra     | 81              |  |  |        |        |
|  | Canada           | 9                |               | Canada | 15              |                 |  |  |        |        |
|  | Canada           | 9                |               |        | 15              |                 |  |  |        |        |
|  |                  |                  |               |        |                 |                 |  |  |        |        |
|  |                  |                  |               |        |                 |                 |  |  |        |        |

| Arbitro: | Rossano Faccioli |

|                            |      |          |
| Crawford Schnapp Westerman | mt   | Chalmers |
| Bergmann (2)               | tr   | Chalmers |
| Bergmann (2)               | c.p. | Chalmers |

| Arbitro: | Rob Sawyer |

|         |      |            |
| Hayraud | mt   |            |
| Hayraud | tr   |            |
|         | c.p. | Shiels (3) |

| Arbitro: | Daniel Gillet |

|                                         |      |            |
| N. Brown George E. Mitchell Uttley Yapp | mt   | O’Kane     |
| Frost                                   | tr   | Lli        |
| Frost                                   | c.p. | Lli Moulds |

| Arbitro: | Huw Lewis |

|                                                        |      |            |
| Kahura (2) Waaka (2) Martin E. Shelford Wall T. Wilson | mt   |            |
| T. Wilson Rush (2)                                     | tr   |            |
|                                                        | c.p. | R. Ramírez |

### Play-offper il 5º posto
|  | Semifinali | Semifinali | Semifinali |        |           | Finale 5º posto | Finale 5º posto | Finale 5º posto |  |
|  |            |            |            |        |           |                 |                 |                 |  |
|  | Australia  | Australia  | 17         |        |           |                 |                 |                 |  |
|  | Australia  | Australia  | 17         |        |           |                 |                 |                 |  |
|  | Spagna     | Spagna     | 15         |        |           |                 |                 |                 |  |
|  | Spagna     | Spagna     | 15         |        | Australia | Australia       | 25              |                 |  |
|  |            |            |            |        | Australia | Australia       | 25              |                 |  |
|  |            |            | Scozia     | Scozia | 15        |                 |                 |                 |  |
|  | Scozia     | Scozia     | Scozia     | Scozia | 15        | 27              |                 |                 |  |
|  | Scozia     | Scozia     |            |        |           | 27              |                 |                 |  |
|  | Francia    | Francia    | 7          |        |           | Finale 7º posto | Finale 7º posto | Finale 7º posto |  |
|  | Francia    | Francia    | 7          |        |           |                 |                 |                 |  |
|  |            |            |            |        |           |                 |                 |                 |  |
|  |            |            |            |        |           | Spagna          | Spagna          | 22              |  |
|  |            |            |            |        |           | Spagna          | Spagna          | 22              |  |
|  |            |            |            |        |           | Francia         | Francia         | 9               |  |

#### Semifinali
| Arbitro: | Ed Morrison |

|                                        |      |         |
| Afseth Kennedy Littlejohn A. MacKenzie | mt   | Hayraud |
| Chalmers (2)                           | tr   | Lafitte |
| Chalmers                               | c.p. |         |

| Arbitro: | Rossano Faccioli |

|         |      |                   |
| Osborne | mt   | Etxegibel Monclús |
|         | tr   | R. Ramírez        |
| Lli (4) | c.p. | R. Ramírez        |

#### Finale per il 7º posto
| Arbitro: | Eddie Walsh |

|                |      |                  |
|                | mt   | Gran Monclús (2) |
|                | tr   | Etxegibel (2)    |
| E. Lafitte (3) | c.p. | Etxegibel        |

#### Finale per il 5º posto
| Arbitro: | Huw Lewis |

|                    |      |                           |
| Osborne O’Kane (2) | mt   | Cameron Fairbairn Sheerin |
| Lli (2)            | tr   |                           |
| Lli (2)            | c.p. |                           |

### Play-offper il titolo

#### Semifinali
| Arbitro: | Gordon Black |

|                                       |      |            |
| Crawford (3) Kalei McFarren Westerman | mt   |            |
| Bergmann (5)                          | tr   |            |
| Bergmann (2)                          | c.p. | Shiels (2) |

| Arbitro: | Huw Lewis |

|           |      |                                      |
| Molyneus  | mt   | Rush (2) Cootes (2) Kiwi A. Richards |
|           | tr   | Rush (4)                             |
| Frost (2) | c.p. | Rush (2)                             |

#### Finale per il 3º posto
| Arbitro: | David Gillet |

|                                                                       |      |                 |
| Day (4) George (2) Appleby (2) Brown E. Mitchell Molyneux Knight Yapp | mt   | S. Hall LaCasse |
| Pragnell (3) Frost (5)                                                | tr   | Shiels          |
|                                                                       | c.p. | Shiels          |

#### Finale
| Arbitro: | Ed Morrison |

| |              | |
| Cootes 14’, 19’, 31’, 42’, 76’ Wall 25’ Palmer 68’ Sheck 40’                                                                                        | mt           | 52’ Schnapp 70’ Crawford |
| Rush 31’, 40’ | tr           | 70’ Bergmann |
| · T. Wilson · Cootes · Rush · Shortland · Wall · A. Richards · Hirovanaa · Waters · Palmer · Sheck · King · F. Richards · Robinson · White · Martin | Formazioni   | · Crawford · McFarren · Jervey · Westerman · Cyganik · Bergmann · Rowe · Ottens · Boyle · Sorensen · Kalei · Fitz · A. Williams · Schnapp · Bond |
| · E. Shelford · Kiwi · Kahura · E. Thomas · Lotuiiga · Neilson · Konui                                                                              | Sostituzioni | · Baker · Turton · Kirk · Renne · Queen |
| Darryl Suasua | Allenatori   | Franck Boivert |

## Classifica finale
|    | Squadra       |
| -- | ------------- |
|    | Nuova Zelanda |
|    | Stati Uniti   |
|    | Inghilterra   |
| 4  | Canada        |
| 5  | Australia     |
| 6  | Scozia        |
| 7  | Spagna        |
| 8  | Francia       |
| 9  | Kazakistan    |
| 10 | Irlanda       |
| 11 | Galles        |
| 12 | Italia        |
| 13 | Paesi Bassi   |
| 14 | Germania      |
| 15 | Svezia        |
| 16 | Russia        |

## Il post-torneo
David Hands, dalle colonne del Times, scrisse che la vittoria della Nuova Zelanda aveva «fissato un nuovo standard di eccellenza» nel gioco, e che quello sarebbe stato il livello cui aspirare per puntare alla vittoria della successiva Coppa del 2002 (che in effetti fu vinto di nuovo dalle Black Ferns in finale sulle inglesi).
In particolare fu messo in risalto il gap tra le prime tre e le altre, come la vittoria inglese per 81-15 sul Canada nella finale per il terzo posto testimoniò.
Nonostante quest’ultimo pesante rovescio, tuttavia, la Coppa del 1998 significò il passaggio del testimone del rugby nordamericano: la squadra a stelle e strisce, infatti, fino all’edizione 2017 non riuscì più a raggiungere neppure la semifinale mentre le canadesi disputarono la prima di tre consecutive e, nel 2014, giunsero a giocarsi il titolo in finale contro l’Inghilterra.
Per quanto riguarda invece la citata Inghilterra e la Nuova Zelanda, nelle successive tre edizioni le due squadre monopolizzarono il torneo incontrandosi sempre in finale; di fatto, fino al 2017, non vi sarebbe stata un’edizione in cui una delle due o entrambe non figurassero nella gara di assegnazione per il titolo.
Nel 2009 l’International Rugby Board, infine, ufficializzò anche le due edizioni del 1991 e del 1994, facendo così diventare quella del 1998 la terza edizione della Coppa del Mondo.